# Llista de bisbes de Palència
A continuació hi ha la llista de bisbes de Palència, encarregats de la gestió de la diòcesi homònima, incloent-hi el llegendari Nèstor.
| Nom                                   | Període       | Nota                                           |
| ------------------------------------- | ------------- | ---------------------------------------------- |
| Nèstor                                | segle I       | Sant llegendari                                |
| Pastor                                | ca. 456       |                                                |
| Pere I                                | ca. 506       |                                                |
| Toribi                                | ca. 527       | No va ser bisbe sinó vicari                    |
| Murila                                | 589-607       |                                                |
| Conanci                               | 607-639       |                                                |
| Ascaric                               | ca. 653       |                                                |
| Concordi                              | ca. 675-688   |                                                |
| Boroald                               | ca. 693       |                                                |
| Seu vacant                            |               |                                                |
| Ponce                                 | 1035          |                                                |
| Bernardo I                            | 1035-1040     |                                                |
| Mirón                                 | 1040-1062     |                                                |
| Bernardo II                           | 1062-1085     |                                                |
| Ramón I                               | 1085-1110     |                                                |
| Pedro d'Agen                          | 1110-1139     |                                                |
| Pedro II                              | 1139-1148     |                                                |
| Ramón II                              | 1148-ca. 1184 |                                                |
| Anderico                              | ca. 1184-1208 |                                                |
| Adán                                  | 1208-1212     |                                                |
| Tello Téllez de Meneses               | 1212-1247     |                                                |
| Rodrigo                               | 1247-1254     |                                                |
| Pedro III                             | 1254-1256     |                                                |
| Fernando                              | 1246-1265     |                                                |
| Alonso García                         | 1265-1276     |                                                |
| Tello                                 | 1276-1278     |                                                |
| Juan Alonso                           | 1278-1293     |                                                |
| Munio de Zamora                       | 1294-1296     |                                                |
| Álvaro de Carrillo                    | 1297-1305     |                                                |
| Pedro de Pedio                        | 1306-1307     |                                                |
| Gerardo Domínguez                     | 1307-1313     | Nomenat arquebisbe d'Évora                     |
| Gómez Peláez                          | 1313-1320     |                                                |
| Juan Fernández de Limia               | 1321-1330     | Nomenat arquebisbe de Santiago de Compostel·la |
| Juan de Saavedra                      | 1330-1342     |                                                |
| Pedro V                               | 1342-1343     | Nomenat arquebisbe de Santiago de Compostel·la |
| Vasco Fernández de Toledo             | 1343-1353     | Nomenat arquebisbe de Toledo                   |
| Reginald de Maubernard                | 1353-1356     | Nomenat bisbe de Lisboa                        |
| Gutierre Gómez de Luna                | 1357-1381     |                                                |
| Alfonso                               | 1381          |                                                |
| Juan de Castromocho                   | 1382-1396     |                                                |
| Pedro VI                              | 1396-?        |                                                |
| Sancho de Rojas                       | 1403-1415     |                                                |
| Alfonso de Argüello                   | 1415-1417     |                                                |
| Rodrigo de Velasco                    | 1417-1426     |                                                |
| Gutierre Álvarez de Toledo            | 1426-1439     | Nomenat arquebisbe de Sevilla                  |
| Pere de Castella i d'Erill            | 1440-1461     |                                                |
| Gutierre de la Cueva                  | 1461-1469     |                                                |
| Rodrigo Sánchez de Arévalo            | 1469-1470     |                                                |
| Diego Hurtado de Mendoza              | 1470-1485     | Nomenat arquebisbe de Sevilla                  |
| Alfonso de Burgos                     | 1485-1499     |                                                |
| Diego de Deza                         | 1500-1504     | Nomenat arquebisbe de Sevilla                  |
| Juan Rodríguez de Fonseca             | 1504-1514     | Nomenat bisbe de Burgos                        |
| Juan Fernández de Velasco             | 1514-1520     |                                                |
| Pedro Ruiz de la Mota                 | 1520-1522     |                                                |
| Antonio de Rojas                      | 1524-1525     | Nomenat bisbe de Burgos                        |
| Pedro Gómez Sarmiento de Villandrando | 1525-1534     | Nomenat arquebisbe de Santiago de Compostel·la |
| Francisco Mendoza                     | 1534-1536     |                                                |
| Luis Cabeza de Vaca                   | 1537-1550     |                                                |
| Pedro de La Gasca                     | 1551-1561     | Nomenat bisbe de Sigüenza                      |
| Cristóbal Fernández Valtodano         | 1561-1570     | Nomenat arquebisbe de Santiago de Compostel·la |
| Juan Ramírez Zapata de Cárdenas       | 1570-1577     |                                                |
| Álvaro Hurtado de Mendoza y Sarmiento | 1577-1586     |                                                |
| Fernando Miguel de Prado              | 1587-1594     |                                                |
| Martín Aspi Sierra                    | 1597-1607     |                                                |
| Felipe Tassis de Acuña                | 1608-1616     | Nomenat arquebisbe de Granada                  |
| José González Díez                    | 1616-1625     |                                                |
| Miguel Ayala                          | 1625-1628     | Nomenat bisbe de Calahorra i La Calzada        |
| Fernando de Andrade y Sotomayor       | 1628-1631     | Nomenat arquebisbe de Burgos                   |
| Cristóbal Guzmán Santoyo              | 1633-1656     |                                                |
| Antonio de Estrada y Manrique         | 1657-1658     |                                                |
| Enrique de Peralta y Cárdenas         | 1659-1665     | Nomenat arquebisbe de Burgos                   |
| Gonzalo Bravo de Grájera              | 1665-1671     | Nomenat bisbe de Còria                         |
| Juan del Molino y Navarrete           | 1672-1685     |                                                |
| Antonio Lorenzo de Pedraza            | 1685-1711     |                                                |
| Esteban Bellido y Guevara             | 1713-1717     |                                                |
| Francisco de Ochoa-Mendarozqueta      | 1717-1732     |                                                |
| Bartolomé San Martín y Orive          | 1733-1740     |                                                |
| José Morales Blanco                   | 1741.1745     |                                                |
| José Ignacio Rodríguez Cornejo        | 1745-1750     | Nomenat bisbe de Plasència                     |
| Andrés Bustamante                     | 1750-1764     |                                                |
| José Cayetano Loazes y Somoza         | 1765-1769     |                                                |
| Juan Manuel Argüelles                 | 1770-1779     |                                                |
| José Luis Molinedo                    | 1780-1800     |                                                |
| Buenaventura Moyano y Rodríguez       | 1801-1802     |                                                |
| Francisco Javier Almonacid            | 1803-1821     |                                                |
| Narcís Coll i Prat                    | 1822          |                                                |
| Juan Francisco Martínez Castrillón    | 1824-1828     | Nomenat bisbe de Màlaga                        |
| José Asensio Ocón y Toledo            | 1828-1832     | Nomenat bisbe de Terol                         |
| Carlos Laborda Clau                   | 1832-1853     |                                                |
| Jerónimo Fernández Andrés             | 1853-1865     |                                                |
| Juan Lozano Torreira                  | 1866-1891     |                                                |
| Enriquez Almaraz y Santos             | 1893-1907     | Nomenat arquebisbe de Sevilla                  |
| Valentín García y Barros              | 1907-1914     |                                                |
| Ramon Barberà i Boada                 | 1914-1924     |                                                |
| Agustín Parrado y García              | 1925-1934     | Nomenat arquebisbe de Granada                  |
| Manuel González García                | 1935-1940     | Beat                                           |
| Seu vacant                            |               |                                                |
| Francisco Javier Lauzurica y Torralba | 1943-1949     | Nomenat bisbe d'Oviedo                         |
| José Souto Vizoso                     | 1949-1970     |                                                |
| Anastasio Granados García             | 1970-1978     |                                                |
| Nicolás Antonio Castellanos y Franco  | 1978-1991     |                                                |
| Ricardo Blázquez Pérez                | 1992-1995     | Nomenat bisbe de Bilbao                        |
| Rafael Palmero Ramos                  | 1996-2005     | Nomenat bisbe d'Oriola-Alacant                 |
| José Ignacio Munilla Aguirre          | 2006-2009     | Nomenat bisbe de Sant Sebastià                 |
| Esteban Escudero Torres               | 2010-2015     | Nomenat bisbe auxiliar de València             |
| Manuel Herrero Fernández              | 2016-Avui     |                                                |